# Хронологія рекордів Європи з марафонського бігу серед чоловіків
Рекорди Європи з марафонського бігу визнаються Європейською легкоатлетичною асоціацією з-поміж результатів, які показали європейські легкоатлети на шосейній дистанції, за умови дотримання встановлених вимог.
Ратифікація рекордів Європи з марафонського бігу здійснюється, починаючи з 2003 року. На той момент орієнтиром для європейських марафонців був результат 2:06.36, який показав португалець Антонью Пінту 16 квітня 2000.

## Хронологія рекордів
| Результат                             | Атлет                       | Місто змагань | Дата змагань | Примітки    | Відео |
| ------------------------------------- | --------------------------- | ------------- | ------------ | ----------- | ----- |
| 2:06.36                               | Бенуа Звежхлевський Франція | Париж         | 06.04.2003   | [ 2 ]       |       |
| 2:05.48                               | Сондре Мун Норвегія         | Фукуока       | 03.12.2017   | [ 3 ]       |       |
| 2:05.11                               | Мо Фара Велика Британія     | Чикаго        | 07.10.2018   | [ 4 ]       |       |
| 2:04.16                               | Каан Озбілен Туреччина      | Валенсія      | 01.12.2019   | [ 5 ]       |       |
| 2:03.36                               | Башир Абді Бельгія          | Роттердам     | 24.10.2021   | [ 6 ] [ 7 ] |       |
| 3 роки, 152 дні від дати встановлення |                             |               |              |             |       |